# Saint-Étienne modèle 1907
La mitrailleuse Saint-Étienne modèle 1907 est la mitrailleuse lourde standard de l'armée française en 1914.

## Histoire

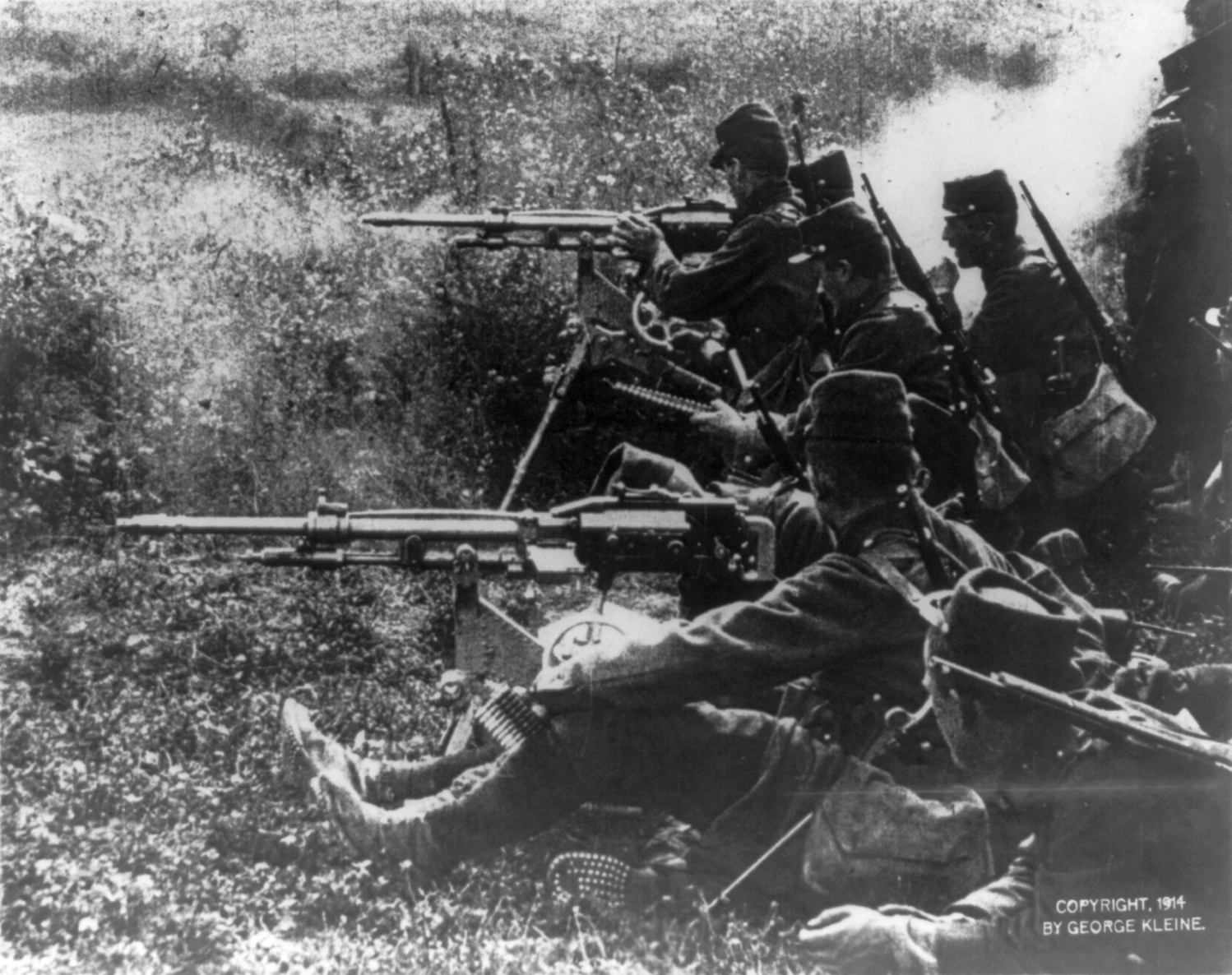
Mitrailleuse Saint Étienne Mle 1907 utilisée par des soldats français au début de la première Guerre mondiale.

En 1893, le capitaine baron Adolf Odkolek von Újezd (de), un officier austro-hongrois, invente et construit un modèle de mitrailleuse qui utilise les gaz de propulsion des cartouches pour mouvoir la culasse et lancer le mouvement automatique, système dit « par emprunt des gaz ». Il propose cette invention à la société privée Hotchkiss qui l'adopte et construit le modèle 1897 et 1900.
Le gouvernement français achète une série limitée de modèles 1900 mais préfère faire produire ses mitrailleuses par ses arsenaux, pour éviter d'avoir à payer une redevance à une société privée. À sa demande, l'atelier de construction de Puteaux (APX) produit donc le modèle 1905 qui bénéficie de deux innovations : un système de récupération des gaz vers l'avant et un mécanisme qui permet de régler la cadence de tir de 8 à 650 coups par minute. Toutefois, ce modèle souffre de problèmes de refroidissement et s'avère techniquement très compliqué à produire et à entretenir. C'est pourquoi les modèles déjà commandés sont envoyés aux colonies ou équipent les fortifications.
Le gouvernement commande alors à la Manufacture d'armes de Saint-Étienne (MAS) une version améliorée et simplifiée, le modèle 1907, qui comprend cependant deux fois plus de pièces que le modèle Hotchkiss concurrent (64 pour 32).
En 1916, le modèle 1907 est modifié et devient le modèle 1907 T (T pour "transformé"). Il reçoit notamment un grand régulateur annulaire des gaz, pour modifier la cadence de tir, un système de visée qui compense les effets de la chaleur et un engrenage d'alimentation modifié pour s'adapter aux bandes d'alimentation en tissu de 300 cartouches. Toutes les mitrailleuses sont peu à peu modifiées.
Le modèle 1907 est construit par les manufactures d'armes de Saint-Étienne (30 000) et de de Châtellerault (11 000) avec une cadence de production mensuelle maximum de 1 900 armes. Ses problèmes de refroidissement et d'entretien demeurent sur le terrain et en font une arme peu appréciée. Le métal dans lequel il est produit ne résiste pas à la surchauffe. La complexité de son mécanisme est incompatible avec l'environnement boueux et poussiéreux des tranchées. À partir de juillet 1917, il est retiré des unités de première ligne et remplacé par la mitrailleuse Hotchkiss modèle 1914. La production cesse en novembre 1917.
Les exemplaires restants sont envoyés aux colonies et 4 720 exemplaires sont destinés à équiper l'armée italienne. L'automitrailleuse Autoblinda Ansaldo-Lancia 1ZM en intègre trois qui seront rapidement remplacées par des Fiat-Revelli Mod. 1914. Certains exemplaires remis à l'armée américaine auraient servi lors de l'opération du Mexique en 1917. En 1917 aussi, pour aider à sa reconstitution, l'armée grecque en reçoit environ 2 000 exemplaires dont un certain nombre sont installés ultérieurement sur la ligne Metaxas et qui sont utilisés jusqu'à l'invasion allemande de 1941. En 1940, elle est toujours en service en petit nombre dans l'armée française, auprès des unités de deuxième catégorie comme arme de fortification ou comme arme antiaérienne.

## Autres caractéristiques
Parmi les autres caractéristiques :
- rayures : 4 rayures à gauche
- refroidissement : par air
- pièce de sécurité : le levier d'armement ou la crémaillère du système d'inversion du mouvement.
- conditionnement des munitions : barrettes rigides de 25 coups et, à partir de 1916, bandes flexibles en tissus de 300 cartouches (Mle 1907 T)
- poids du tripode :
  - Mle 1907 : 32,7 kg
  - Mle 1915 : 26,5 kg

## Principes de fonctionnement

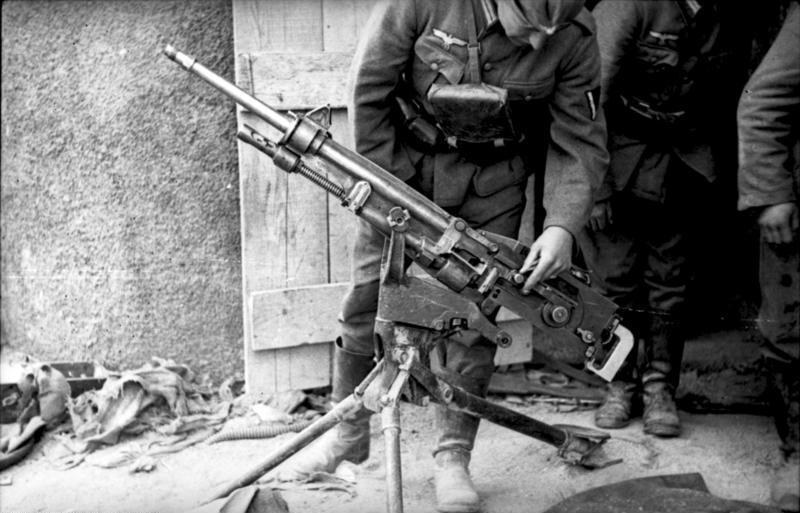
Mitrailleuse Saint Étienne Mle 1907 prise par la Wehrmacht en 1940.

Le principe de fonctionnement de la mitrailleuse modèle 1907 est celui de l'emprunt des gaz vers l'avant.
Un orifice (évent) situé à mi-canon capte les gaz de propulsion de la balle qui poussent un piston vers l'avant. Le mouvement se transmet alors à une tige reliée à un système d'axe et de came destiné à transformer le mouvement avant en mouvement arrière afin de déverrouiller la culasse et la faire reculer. Dans la phase de recul de la culasse, l'étui utilisé est éjecté. 
Dans la phase de retour provoquée par un ressort de rappel le long de la tige de transmission, la cartouche qui est au-dessus de la plaquette rigide d'alimentation est alors introduite sur une rampe par un système d'engrenage. Elle est introduite dans la chambre, la culasse se verrouille puis le percuteur frappe l'amorce pour faire partir la balle.
L'arme comprend deux détentes, une détente fixe pour le coup par coup et une détente mobile pour le tir en rafale. Le système de réglage de la cadence intervient au niveau de la quantité de gaz admis dans le tube d'emprunt des gaz grâce à des trous de taille variable mis en correspondance et commandés par un anneau autour du canon.
Ce système a pour effet de limiter le recul de la mitrailleuse puisque mouvement vers l'avant et mouvement vers l'arrière se contrarient ce qui donne une stabilité certaine pour le tir.
En revanche, il est assez compliqué, s'adapte mal aux conditions des tranchées et la boue le contrarie facilement.
De plus, il a des difficultés sérieuses de refroidissement. Pour les limiter, le constructeur a prévu une alimentation par plaquettes rigides, qui limitent la consommation de munitions et permet ainsi, dans les phases de rechargement, de laisser se refroidir le dispositif de manière satisfaisante. En 1916, un système d'alimentation par bande en tissus de 300 cartouches  est introduit. Ce système n'est employé que pour les armes de fortification ou à usage antiaérien.

## Mise en œuvre

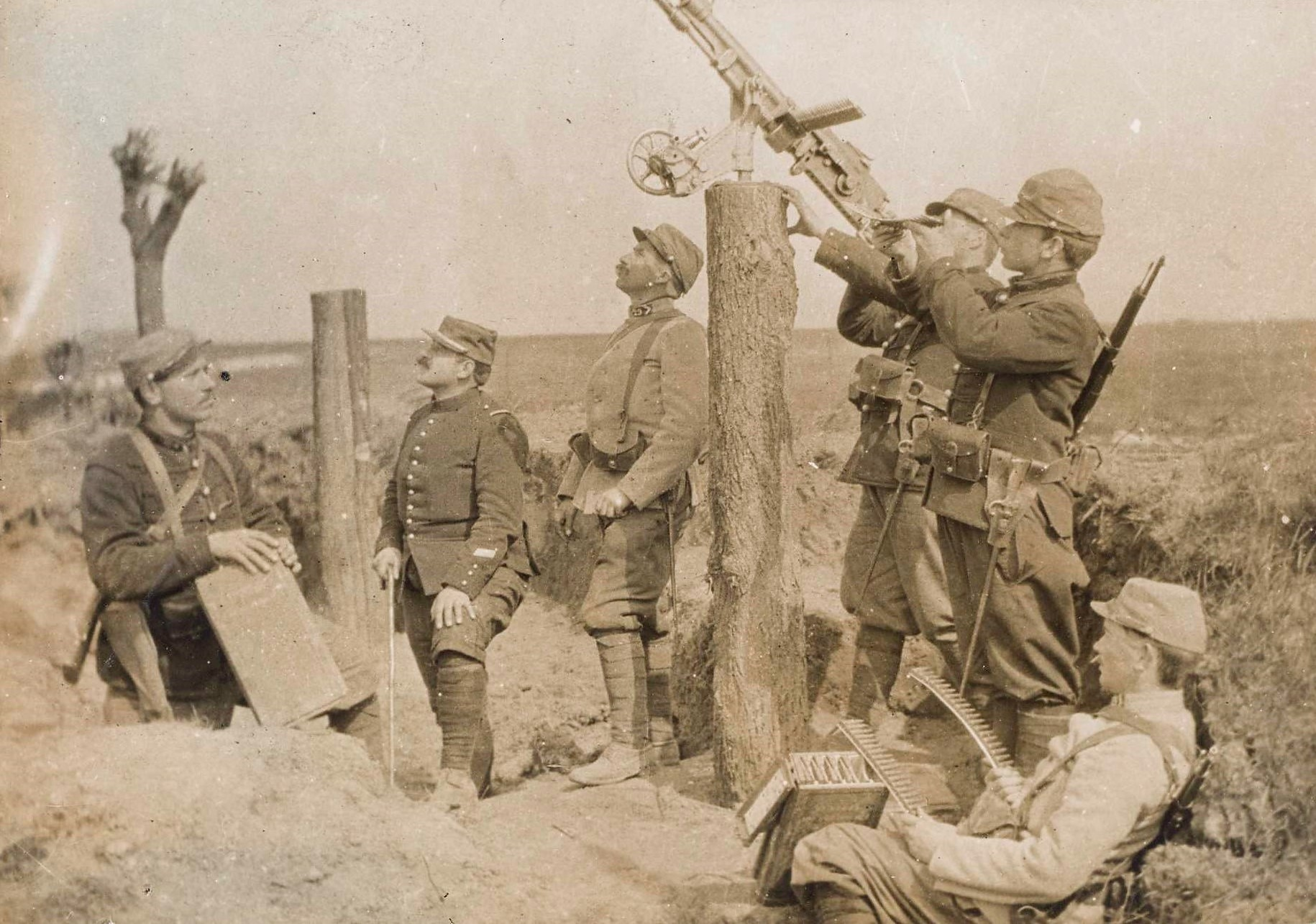
Un apostat antiaérien de peloton dans la tranchée chargé de détruire les avions allemands

L'arme est servie par quatre hommes, un caporal chef de pièce, un tireur, un chargeur et un aide chargeur. Deux pièces constituent une section commandée par un lieutenant, secondé par un sergent adjoint auxquels s'ajoutent un télémétreur et un armurier. En 1914, chaque division d'infanterie est ainsi dotée de 24 mitrailleuses (4 fois 6), indifféremment St Étienne Mle 1907, Hotchkiss Mle 1900 ou 1914 voire des mitrailleuses Puteaux Mle 1905 à raison d'une section par bataillon soit trois sections par régiment d'active (3 bataillons) et deux par régiment de réserve (2 bataillons).

## Unité collective
L'unité collective comprend un tripode dénommé « Affut-trépied modèle 1907C » composé d'un trépied stable, d'une partie pivotante, d'une vis pour régler la hausse de la mitrailleuse et d'un petit siège pour le tireur.
En 1915, ce tripode est standardisé pour pouvoir servir indifféremment le modèle 1907 et le modèle 1914 Hotchkiss pour laquelle un adaptateur est toutefois nécessaire au niveau de la vis de hausse. Il peut être employé en position « dressé » avec les deux pieds avant déployés ou « à genou » avec les deux pieds avant repliés. Il reçoit le nom de modèle 1915 « omnibus ». À cette occasion, il est allégé de 6,2 kg.
Parmi les autres accessoires : un cache flamme, un affut antiaérien et un dispositif de visée avant et arrière, un périscope et des pièces détachées dont un canon de rechange et un kit d'entretien. Il y a aussi, dans chaque deuxième section de la compagnie de mitrailleuses, un télémètre à coïncidence de 80 cm Barr & Stroud ou Bauch & Lomb.
La mitrailleuse peut être portée sur un bat. L'arme se divise alors en trois fardeaux.
Elle peut être aussi portée sur une voiturette tractée par 2 animaux.